# Кружок «Воскресение»
«Воскресение» или «Воскресенье» — религиозно-философский кружок, существовавший в Петрограде (Ленинграде) с 1917 по 1928 год.

## История
Кружок возник в конце 1917 года по инициативе Александра Мейера и его жены Ксении Половцевой. В него входили представители творческой интеллигенции, которые были членами Религиозно-философского общества и в основном составляли его «левое» крыло. В декабре 1917 года группа сотрудников Публичной библиотеки собралась на квартире Георгия Федотова и решила проводить регулярные встречи.
В 1918 члены кружка выпустили два номера журнала «Свободные голоса». Члены кружка сначала собирались в помещении Вольной философской ассоциации, а с 1923 года — на квартирах Ксении Половцовой (Малый проспект Петроградской стороны, 7, особняк Копец), Павла Смотрицкого (Геслеровский переулок, 18) и других членов кружка. На них обсуждались такие темы, как «революция и власть», «революция и религия», «революция и общество». В 1917—1928 годах собрания кружка посетило не менее 150 человек.
К 1919 году ядро кружка (около 11 человек) создало братство «Христос и свобода», члены которого стали собираться узким составом по воскресеньям, в отличие от остальных, которые по-прежнему продолжали собираться по вторникам («вторичан»).
С весны 1920 года начался процесс возвращения православных членов кружка в лоно Православной церкви. Евреи — члены кружка крестились и попали под влияние своих православных священников, обличавших Мейера в «мережковских ересях», что заставило в конце концов и Александра Мейера вернуться в лоно Православной церкви.
6 марта 1923 года Георгий Федотов прочитал доклад «О жертве», после чего часть «вторичан» заявила, что эти вопросы им «слишком чужды, что они боятся и, вероятно, больше не придут». После этого «вторники» вскоре прекратились, а встречи узкой группы по воскресеньям продолжались вплоть до декабря 1928 года. С целью осторожного подбора новых членов было решено организовать ещё несколько кружков, в которых будущие члены «Воскресенья» подвергались бы предварительной обработке и проверке благонадежности. Согласно этому плану, к концу 1924 года под руководством Мейера, Федотова, Смотрицкого и Ивана Гревса было организовано пять таких кружков («Содружество», «Переоценка ценностей», «Культурный уголок» и ещё один).
По инициативе Половцевой в 1925 году было принято решение о создании сети кружков для занятий со школьниками по Закону Божию, среди которых можно отметить кружок учительницы Е. М. Вахрушевой в школе первой ступени (бывшая гимназия Стоюниной), в котором занимались дети 12—13 лет.

### Цели кружка
Большинство участников кружка скептически относились к Православной церкви, считая, что в её рамках невозможно свободное развитие христианских идей. Главная задача, которую они ставили перед собой, заключалась в том, чтобы не допустить «уничтожения христианской культуры». Е. П. Федотова отмечала: «Этот кружок никак не мог быть назван не только церковным, но даже и православным. Три протестанта, две католички, перешедшие из православия, несколько некрещеных евреев и большинство православных, но православных по рождению и мироощущению, а пока стоящих вне Таинства». Их объединял интерес к поиску путей религиозного возрождения через связь христианства и социализма.

### Разгром кружка
В конце 1928 — начале 1929 годов участники кружка были арестованы и обвинены в участии в контрреволюционной организации и в контрреволюционной агитации. Также к «делу» были привлечены представители и других кружков гуманитарной интеллигенции. 70 человек были осуждены по постановлению Коллегии ОГПУ от 22 июля 1929 года. Из них 6 человек (А. А. Мейер, К. А. Половцева, П. Ф. Смотрицкий, Г. Г. Тайбалин, Б. М. Назаров, Э. А. Зыкова) были приговорены к заключению в лагерь на срок 10 лет, 6 человек были приговорены к заключению в лагерь на срок 5 лет, 35 человек были приговорены к заключению в лагерь на срок 3 года, остальные были приговорены к ссылке и высылке.

## Активные члены организации
Наиболее активными участниками кружка были А. А. Мейер, А. В. Карташёв (эмигрировал в 1919 году), Г. П. Федотов (эмигрировал в 1925 году), А. П. Смирнов, Н. В. Пигулевская, Н. П. Анциферов, П. Ф. Смотрицкий, историк И. М. Гревс, философ С. А. Алексеев-Аскольдов. Также входили в кружок А. В. Болдырев,  Н. В. Спицын, Н. И. Конрад, А. А. Гизетти, Н. А. Крыжановская, М. М. Бахтин, его брат В. В. Бахтин, Д. Д. Михайлов, антропософ Н. В. Мокридин, библиограф Л. Ф. Шидловский, старая большевичка С. А. Маркус (сестра жены большевистского функционера С. Кирова), пианистка М. В. Юдина, медиевист М. Э. Шайтан.